# Opera Posthuma

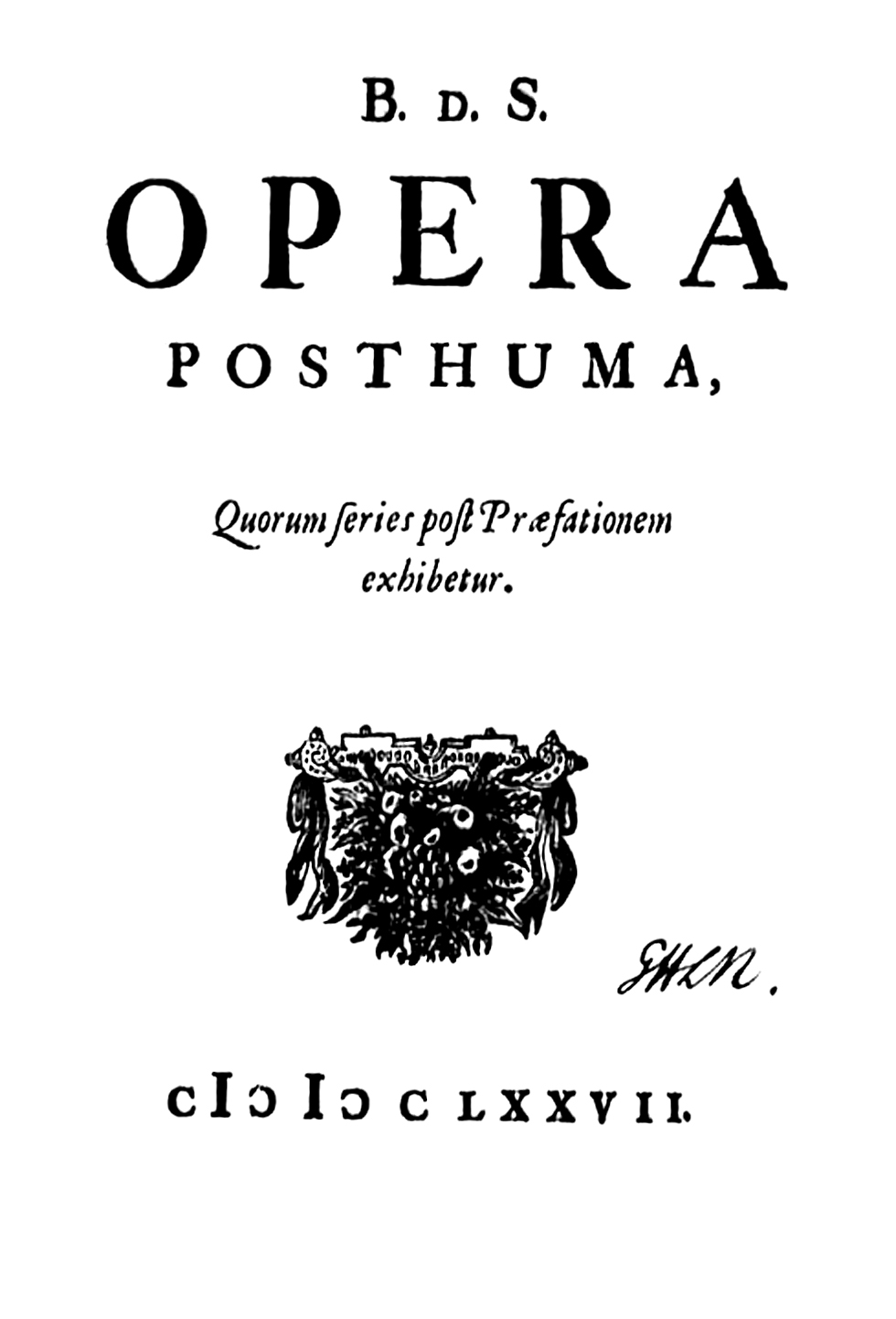
Titelpagina van Opera Posthuma (1677) door "B.D.S." (Benedictus de Spinoza).

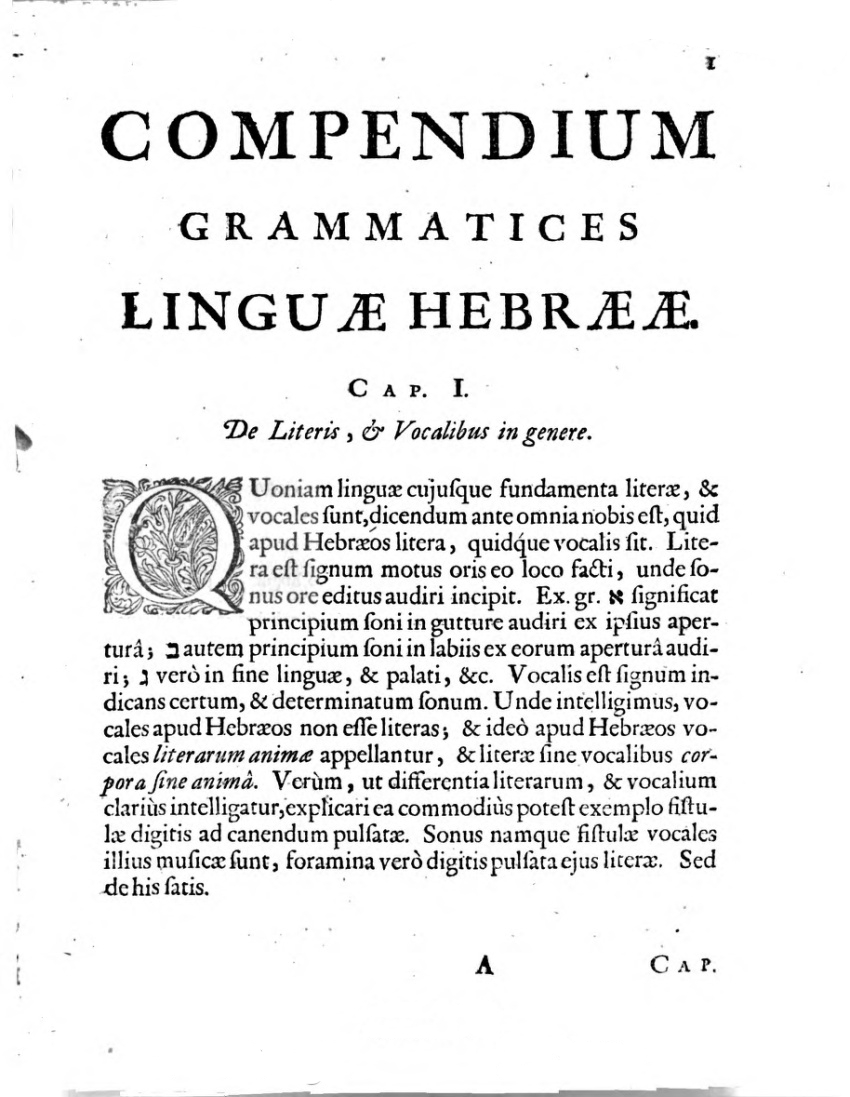
Compendium grammatices linguae hebraeae in Benedictus de Spinoza's Opera Posthuma (1677)

Opera Posthuma (Latijn: Nagelaten werken, postuum betekent letterlijk "na de begrafenis") zijn nagelaten werken van een overleden auteur, die na diens dood door erfgenamen of andere bezorgers voor het eerst worden uitgegeven. Het kan van alles zijn: literair werk (proza zoals romans en gedichten), maar ook muziek of wetenschappelijk en filosofisch werk. Nagelaten werk kan deel uitmaken van een uitgave van het Verzameld Werk (of Volledig Werk) na het overlijden van een auteur, zoals bij Willem Elsschot.

## Voorbeelden

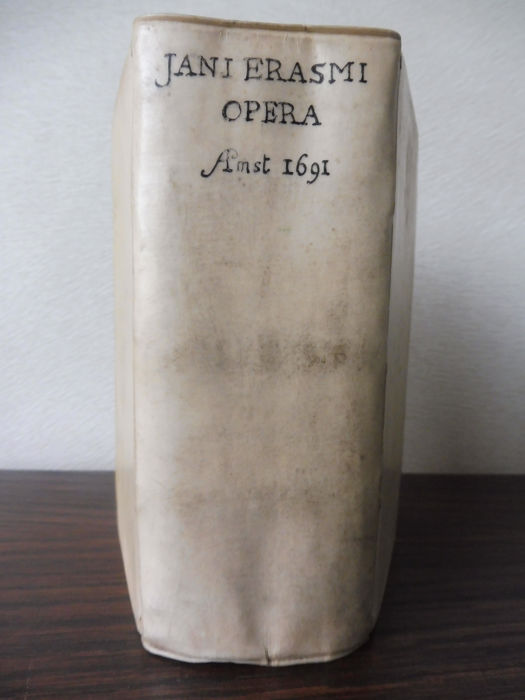
Janus Erasmius (1604-1658): Nagelaten werk over geleerde en leuke onderwerpen in gebruik bij Illustre scholen, Opera posthuma eruditi ac jucundi argumenti. In usum Illustrium Scholarum, in het Latijn, 1691.

- Opera Posthuma (1677)[1] van Benedictus de Spinoza (1632-1677), uitgegeven door Spinoza's volgelingen in Amsterdam met als auteur "B.d.S" op het titelblad, en als plaats van uitgave Hamburg in plaats van Amsterdam ter voorkoming van vervolging. Dit Nagelaten Werk (de Nederlandse vertaling heette De nagelate schriften (1677)) betreft vooral de Ethica, Spinoza's hoofdwerk in het Latijn dat hij bij leven niet meer durfde uit te geven, hoewel het in het Latijn was, en dus voor veel lezers in zijn tijd onbegrijpelijk. Zijn eerdere werk Tractatus theologico-politicus (1670), waarin Spinoza vrijheid van meningsuiting en democratie bepleit en Amsterdam roemt, was vijandig ontvangen, dus Spinoza publiceerde liever niet meer tijdens zijn leven. De Opera Posthuma van Spinoza bevatten:

1. Ethica
2. Tractatus Politicus, geschreven in 1675–76, niet te verwarren met Tractatus theologico-politicus
3. Tractatus de intellectus emendatione, een voorloper van de Ethica
4. Epistolae (een brievenboek, waarin Spinoza onder meer zijn filosofie toelicht)
5. Compendium Grammatices Linguae Hebraeae, een grammatica van het Hebreeuws

- Janus Erasmius : Opera posthuma eruditi ac jucundi argumenti. In usum Illustrium Scholarum. Tomus I [- II] - Amsterdam, Wed. J. van Someren (Harderwijk, A. Sas), 1691, 480 pp.[2]
- Domenico Cotugno[3]: Opera posthuma, Neapoli (Napels), Typis Tramater, 1830-33, vier delen bezorgd door Pietro Ruggiero[4]

## Nagelaten werkin het algemeen
Bijvoorbeeld
- Louis Couperus (1863–1923): Nagelaten werk (Couperus) (1975)
- Béla Bartók (1881–1945): Altvioolconcert voltooid door Tibor Serly en ook bewerkt voor cello (1945)
- Willem Elsschot (1882–1960): Nagelaten werk in diens Volledig werk (2001-2006), bezorgd door Peter de Bruijn met medewerking van Wieneke 't Hoen en Lily Hunter, in 11 delen
- Anne Frank (1929–1945): Het Achterhuis (dagboek) (1947, bezorgd door haar vader Otto Frank), Verhaaltjes, en gebeurtenissen uit het achterhuis, 1982 en het Mooie-zinnenboek (2004)
- Wolfgang Gottlieb Mozart (1756–1791): Requiem, nagelaten mis voltooid door Franz Xaver Süssmayr
- Harry Mulisch (1927–2010): De tijd zelf (2011), roman en De ontdekking van Moskou (2015)
- Franz Schubert (1797–1828): Symfonie nr. 8 (Schubert) Die Unvollendete (de onvoltooide)
- J.R.R. Tolkien (1892–1973): Nagelaten vertellingen (1980)
- Simon Vestdijk (1898-1971): De Persconferentie (1975), De Aeolusharp (1989)

## Galerij

### Spinoza

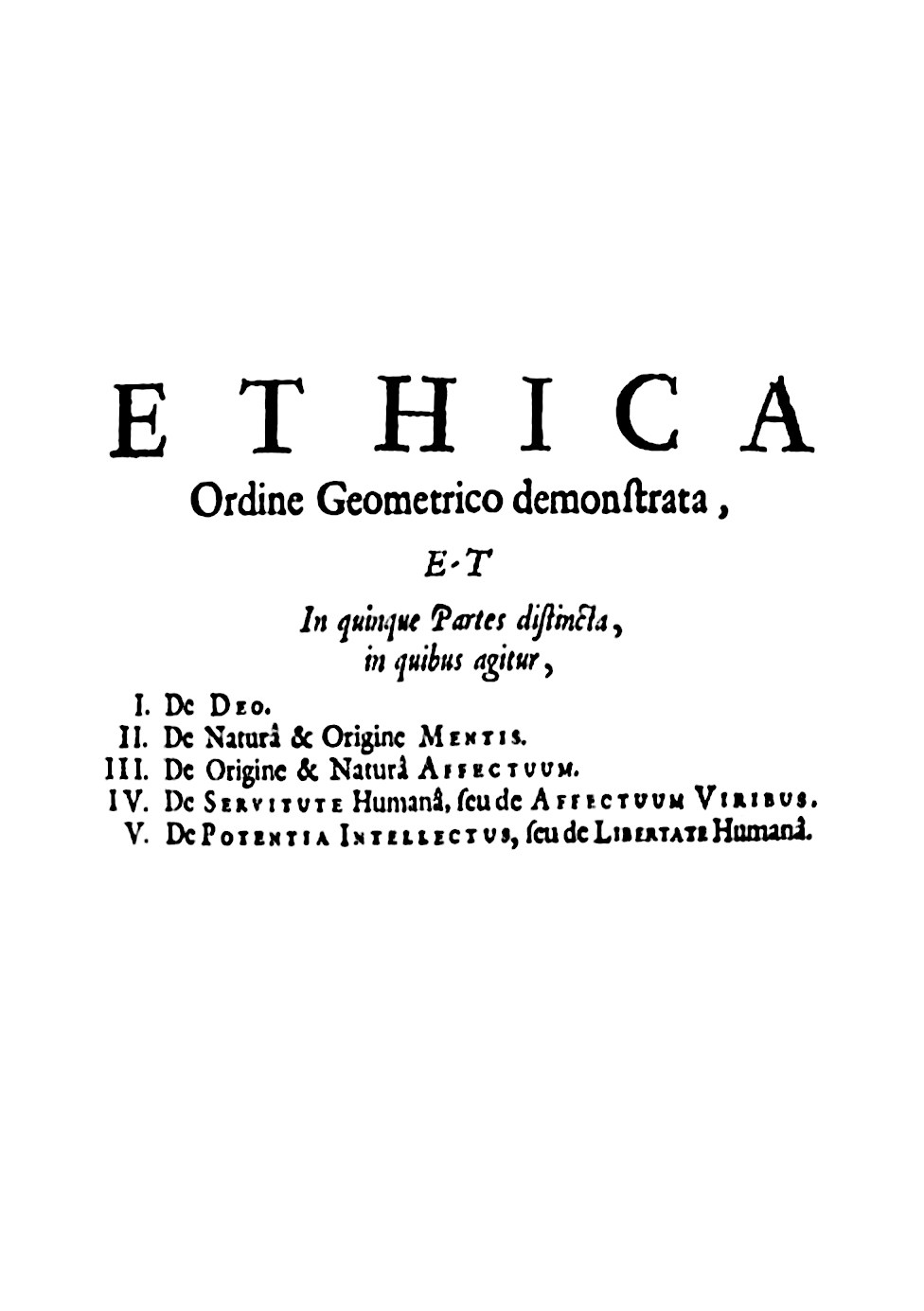
Titelpagina van de Ethica in Spinoza's Opera Posthuma (1677).
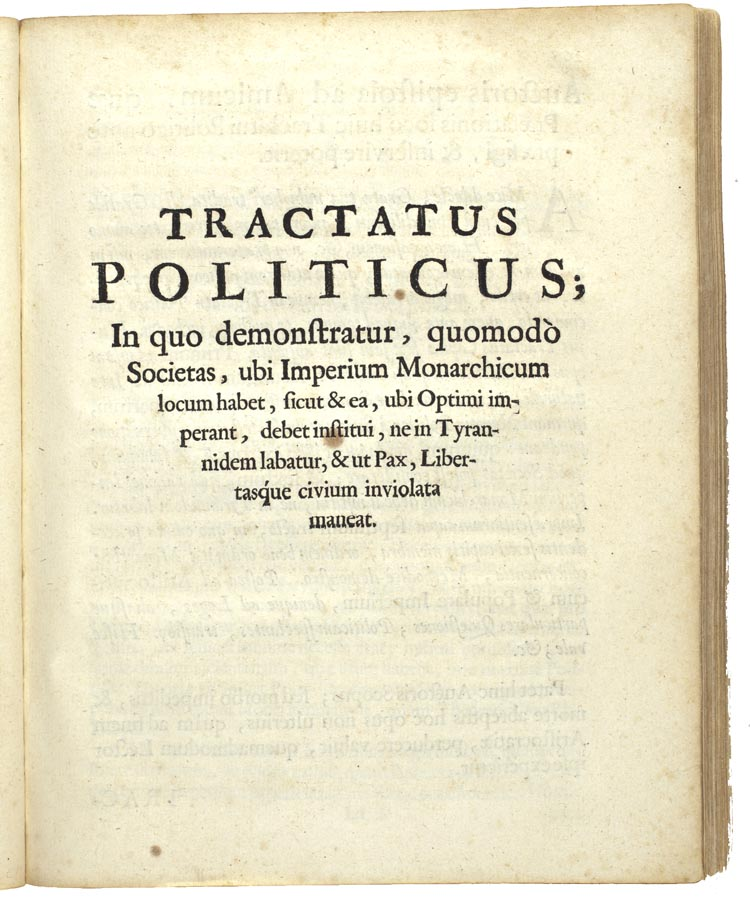
Titelpagina van Tractatus politicus in Spinoza's Opera Posthuma (1677)
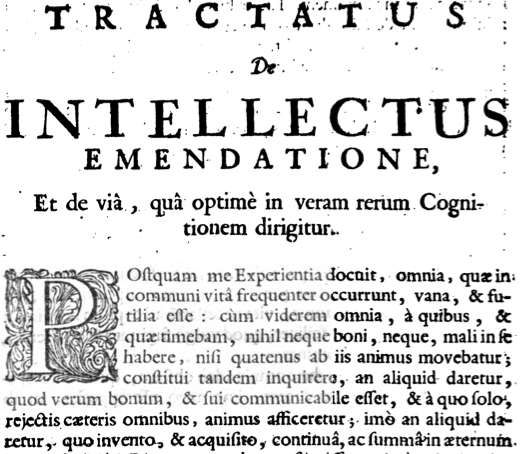
Titelpagina van Tractatus de intellectus emendatione in Spinoza's Opera Posthuma (1677)
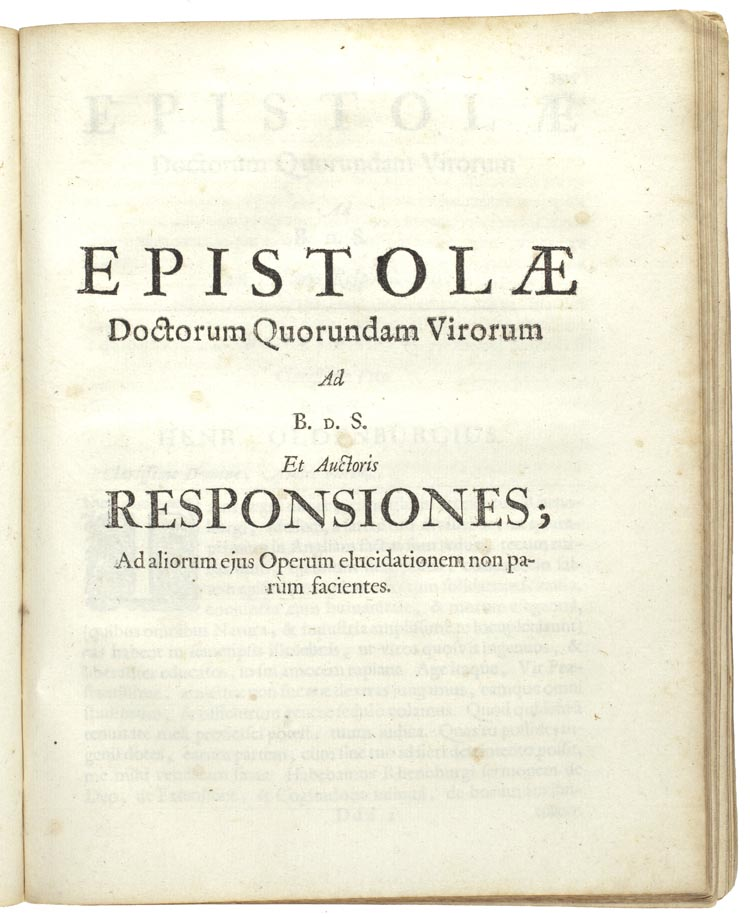
Titelpagina van Epistolae  in Spinoza's Opera Posthuma (1677)

- jewishvirtuallibrary.org Jewish Virtual Library